# República Popular do Kampuchea
```
   |-
       | 
Erro:
:  
valor não especificado para "
continente
"
```

A República Popular do Kampuchea (PRK)  foi um estado cliente parcialmente reconhecido no sudeste da Ásia, apoiado pelo Vietnã, que existiu de 1979 a 1989. Foi fundada no Camboja pela Frente Unida Kampucheana para a Salvação Nacional, um grupo de comunistas cambojanos que estavam insatisfeitos com o Khmer Vermelho devido ao seu domínio opressivo do Camboja e desertaram dele após a derrubada do Kampuchea Democrático, o governo de Pol Pot. Provocada por uma invasão do Vietnã, que derrotou os exércitos do Khmer Vermelho, teve o Vietnã e a União Soviética como seus principais aliados.
O PRK não conseguiu obter o endosso das Nações Unidas devido à intervenção diplomática da China, Reino Unido, Estados Unidos e dos países da ASEAN. A cadeira do Camboja nas Nações Unidas foi ocupada pelo Governo de Coalizão do Kampuchea Democrático, que era o Khmer Vermelho em coalizão com duas facções guerrilheiras não comunistas. No entanto, o PRK foi considerado o governo de facto do Camboja entre 1979 e 1993, embora com limitado reconhecimento internacional fora do bloco soviético.
A partir de maio de 1989, o PRK restaurou o nome "Camboja", renomeando o país como Estado do Camboja (SOC) durante os últimos quatro anos de sua existência, na tentativa de atrair a simpatia internacional. No entanto, manteve a maior parte de sua liderança e estrutura de partido único enquanto passava por uma transição e acabou dando lugar à restauração do Reino do Camboja. O PRK/SOC existiu como um estado comunista de 1979 até 1991, ano em que o partido único governante abandonou sua ideologia marxista-leninista.
Sob controle vietnamita, o PRK foi estabelecido após a destruição total das instituições, infraestrutura e intelligentsia do país causadas pelo domínio do Khmer Vermelho.

## Contexto histórico
O PRK foi estabelecido em janeiro de 1979 como resultado de um processo que começou com a beligerância do Khmer Vermelho.

### Khmer Vermelho direciona sua hostilidade contra o Vietnã
Inicialmente, o Vietnã do Norte comunista era um forte aliado do Khmer Vermelho enquanto lutava contra a República Quemer de Lon Nol durante a guerra civil de 1970-1975. Somente depois que o Khmer Vermelho assumiu o poder a opinião vietnamita sobre Kampuchea tornou-se negativa, quando em 1º de maio de 1975 (um dia após a queda de Saigon), soldados do Khmer Vermelho invadiram as ilhas de Phú Quốc e Tho Chau, matando mais de quinhentos civis vietnamitas; após o ataque, as ilhas foram rapidamente recapturadas por Hanói. Mesmo assim, as primeiras reações dos vietnamitas foram ambíguas, e o Vietnã demorou muito para reagir com força, pois o primeiro impulso foi resolver diplomaticamente "dentro da esfera familiar".
Massacres de vietnamitas étnicos e de seus simpatizantes, bem como a destruição de igrejas católicas vietnamitas, pelo Khmer Vermelho ocorreram esporadicamente no Camboja sob o regime do Kampuchea Democrático, especialmente na Zona Leste depois de maio de 1978. No início de 1978, a liderança vietnamita decidiu apoiar a resistência interna a Pol Pot e a Zona Leste do Camboja tornou-se um foco de insurreição. Nesse ínterim, à medida que 1978 avançava, a belicosidade do Khmer Vermelho nas áreas fronteiriças ultrapassou o limiar de tolerância de Hanói. A histeria de guerra contra o Vietnã atingiu níveis bizarros dentro do Kampuchea Democrático, enquanto Pol Pot tentava desviar a atenção dos sangrentos expurgos internos.

Em maio de 1978, na véspera do levante de So Phim na Zona Leste, a Rádio Phnom Penh declarou que se cada soldado cambojano matasse trinta vietnamitas, apenas 2 milhões de soldados seriam necessários para eliminar toda a população vietnamita de 50 milhões. Parece que a liderança em Phnom Penh foi tomada por imensas ambições territoriais, ou seja, recuperar Kampuchea Krom, uma região no Delta do Rio Mecom que eles consideravam como território Khmer. Em novembro, o líder pró-vietnamita do Khmer Vermelho Vorn Vet liderou um golpe de Estado malsucedido e foi posteriormente preso, torturado e executado. Os incidentes aumentaram ao longo de todas as fronteiras do Camboja. Agora havia dezenas de milhares de exilados cambojanos e vietnamitas em território vietnamita e, mesmo assim, a resposta de Hanói foi indiferente.

### Frente de Salvação
A Frente Unida Kampucheana para a Salvação Nacional (KUFNS ou FUNSK) foi uma organização que seria fundamental para derrubar o Khmer Vermelho e estabelecer o estado PRK/SOC. A Frente de Salvação era um grupo heterogêneo de exilados comunistas e não comunistas determinados a lutar contra Pol Pot e reconstruir o Camboja. Liderada por Heng Samrin e Pen Sovann, ambos desertores do Khmer Vermelho, a organização ocupou uma zona liberada do Khmer Vermelho após o expurgo da Zona Leste. A fundação da frente foi anunciada pela Rádio Hanói em 3 de dezembro de 1978.
Dos quatorze membros do comitê central da Frente de Salvação, os dois principais líderes — Heng Samrin, presidente, e Joran Pollie, vice-presidente — eram "ex" funcionários do Partido Comunista Kampucheano (KCP); outros eram ex-Khmer Issarak, bem como "Khmer Viet Minh" - membros que viveram no exílio no Vietnã. Ros Samay, secretário-geral do KUFNS, era um ex-"assistente de estado-maior" do KCP em uma unidade militar.
O governo do Kampuchea Democrático não perdeu tempo em denunciar o KUFNS como "uma organização política vietnamita com nome Khmer", porque vários de seus principais membros haviam sido afiliados ao KCP. Apesar de depender da proteção vietnamita e do apoio da União Soviética nos bastidores, o KUFNS teve um sucesso imediato entre os cambojanos exilados. Esta organização forneceu um ponto de encontro muito necessário para os esquerdistas cambojanos que se opõem ao governo do Khmer Vermelho, canalizando esforços para uma ação positiva em vez de denúncias vazias do regime genocida. O KUFNS forneceu também uma estrutura de legitimidade para a subsequente invasão do Kampuchea Democrático pelo Vietnã e o subsequente estabelecimento de um regime pró-Hanói em Phnom Penh.

### Invasão vietnamita
Os formuladores de políticas vietnamitas finalmente optaram por uma solução militar e, em 22 de dezembro de 1978, o Vietnã lançou sua ofensiva com a intenção de derrubar o Kampuchea Democrático. Uma força de invasão de 120.000-150.000, consistindo em unidades combinadas de blindados e infantaria com forte apoio de artilharia, avançou para o oeste, para o interior plano das províncias do sudeste do Camboja. Depois de uma blitzkrieg de dezessete dias, Phnom Penh caiu para o avanço vietnamita em 7 de janeiro de 1979. Os quadros em retirada das Forças Armadas do Kampuchea Democrático (RAK) e do Khmer Vermelho queimaram celeiros de arroz, o que, juntamente com outras causas, provocou uma fome severa em todo o Camboja, começando na última metade de 1979 e durou até meados de 1980.
Em 1º de janeiro de 1979, o comitê central da Frente de Salvação proclamou um conjunto de "políticas imediatas" a serem aplicadas nas áreas libertadas do Khmer Vermelho. Primeiro, as cozinhas comunais foram abolidas e alguns monges budistas seriam trazidos a todas as comunidades para tranquilizar as pessoas. Outra dessas políticas era estabelecer "comitês de autogestão popular" em todas as localidades.
Esses comitês formariam a estrutura administrativa básica do Conselho Revolucionário Popular do Kampuchean (KPRC), decretado em 8 de janeiro de 1979, como órgão administrativo central do PRK. O KPRC serviu como órgão governante do regime de Heng Samrin até 27 de junho de 1981, quando uma nova Constituição exigiu que fosse substituído por um Conselho de Ministros recém-eleito. Pen Sovann tornou-se o novo primeiro-ministro. Ele foi auxiliado por três vice-primeiros-ministros - Hun Sen, Chan Sy e Chea Soth.

## História

### Estabelecimento da República Popular do Kampuchea (1979-1989)
Em 8 de janeiro de 1979, depois que o exército DK foi derrotado e Phnom Penh capturada pelas tropas vietnamitas no dia anterior, o KPRC proclamou que o novo nome oficial do Camboja era República Popular do Kampuchea (PRK). A nova administração era um governo pró-soviético apoiado por uma força militar vietnamita substancial e um esforço de assessoria civil.
Apesar da invasão e controle patrocinados pelo Vietnã, e da perda de independência que a acompanhou, a nova ordem foi bem recebida por quase toda a população cambojana devido à brutalidade do Khmer Vermelho. No entanto, houve algum saque da capital quase vazia de Phnom Penh pelas forças vietnamitas, que carregaram as mercadorias em caminhões de volta ao Vietnã. Esse comportamento infeliz contribuiria com o tempo para criar uma imagem negativa dos invasores. Heng Samrin foi nomeado chefe de estado do PRK, e outros comunistas Khmer que formaram o Partido Revolucionário Popular do Kampuchea, como Chan Sy e Hun Sen, foram proeminentes desde o início.
À medida que os eventos da década de 1980 avançavam, as principais preocupações do novo regime seriam a sobrevivência, a restauração da economia e o combate à insurgência do Khmer Vermelho por meios militares e políticos.
O PRK era um estado comunista. Continuou a revolução socialista iniciada por DK, mas abandonando as políticas radicais do Khmer Vermelho e canalizando os esforços de construção do socialismo por canais mais pragmáticos em linha com as políticas marcadas pela União Soviética e pelo Comecon. Muito em breve seria um dos seis países considerados socialistas, e não apenas em desenvolvimento, pela URSS.
Em relação às minorias étnicas, a República Popular do Kampuchea estava empenhada em respeitar a diversidade nacional do Camboja, o que trouxe algum alívio bem-vindo para as etnias tailandesa, vietnamita, cham e "montagnards" do nordeste. A minoria étnica chinesa, no entanto, percebida como um "braço dos hegemonistas" continuou a ser oprimida, embora muitos de seus membros, principalmente entre a comunidade de comerciantes, tenham sofrido muito sob o Khmer Vermelho. A fala de mandarim e Teochew foi severamente restringida, da mesma maneira que sob Pol Pot.

#### Restauração da vida cultural e religiosa

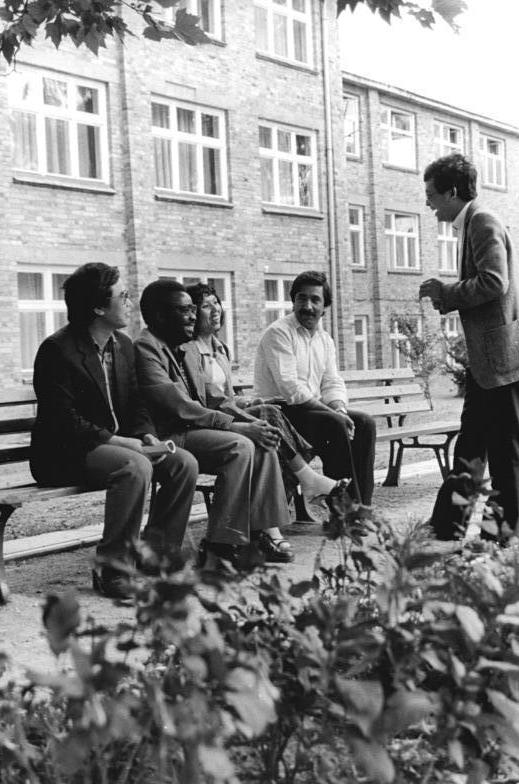
Estudantes PRK Meak Chanthan e Dima Yim (3º da esquerda e em pé) em Frankfurt an der Oder, Alemanha Oriental em 1986.

Um dos principais atos oficiais do PRK foi uma restauração parcial do budismo como religião do estado do Camboja e os templos foram gradualmente reabertos para acomodar os monges e retomar uma certa medida da vida religiosa tradicional. Em setembro de 1979, sete velhos monges foram oficialmente reordenados em Wat Unnalom em Phnom Penh, e esses monges gradualmente restabeleceram a sangha cambojana entre 1979 e 1981. Eles começaram a reconstruir a comunidade de monges em Phnom Penh e mais tarde nas províncias, reordenando monges de prestígio que antes eram monges seniores. Eles não foram autorizados, no entanto, a ordenar jovens noviços. Os trabalhos de reparo foram iniciados em cerca de 700 templos e mosteiros budistas, dos cerca de 3.600 que foram destruídos ou seriamente danificados pelo Khmer Vermelho. Em meados de 1980, os tradicionais festivais budistas começaram a ser celebrados.
O DK havia exterminado muitos intelectuais cambojanos, o que era um difícil obstáculo para a reconstrução do Camboja, quando os líderes e especialistas locais eram mais necessários. Entre os cambojanos urbanos educados sobreviventes que poderiam ter ajudado o país em dificuldades a se levantar, muitos optaram por fugir do estado socialista e se reuniram nos campos de refugiados para emigrar para o Ocidente.
A administração do PRK estava tecnicamente despreparada e a burocracia estatal que havia sido destruída pelo Khmer Vermelho foi reconstruída lentamente. O PRK conseguiu reabrir a École de training des cadres administratifs et judiciels, onde em 1982 e 1986 foram realizados programas de treinamento. Para reconstruir a intelligentsia da nação, vários cambojanos foram enviados aos países do Bloco Oriental para estudar durante o período de reconstrução do PRK. Apesar de seus esforços no campo educacional, o PRK/SOC lutaria com a falta geral de educação e habilidades dos quadros, burocratas e técnicos do partido cambojano ao longo de sua existência.
A vida cultural cambojana também começou lentamente a ser reconstruída sob o PRK. Os cinemas em Phnom Penh foram reabertos, exibindo os primeiros filmes do Vietnã, União Soviética, países socialistas do Leste Europeu e filmes hindi da Índia. Certos filmes que não se encaixavam nos designs pró-soviéticos do PRK, como o cinema de ação de Hong Kong, foram proibidos no Camboja naquela época.
A indústria cinematográfica nacional sofreu um duro golpe, pois um grande número de cineastas e atores cambojanos das décadas de 1960 e 1970 foram mortos pelo Khmer Vermelho ou fugiram do país. Negativos e cópias de muitos filmes foram destruídos, roubados ou desaparecidos e os filmes que sobreviveram estavam em péssimo estado de qualidade. A indústria cinematográfica do Camboja começou um lento retorno começando com Kon Aeuy Madai Ahp (em quemer:  កូនអើយ ម្តាយអាប), também conhecido como Krasue mother, um filme de terror baseado no folclore Khmer sobre Ahp, um popular fantasma local, o primeiro filme feito no Camboja após a era do Khmer Vermelho. A restauração da vida cultural durante o PRK foi apenas parcial; havia restrições de mentalidade socialista que dificultavam a criatividade que só seriam levantadas no final da década de 1980 sob o SOC.

#### Propaganda
O PRK baseou-se fortemente na propaganda para motivar os cambojanos para a reconstrução, para promover a unidade e estabelecer seu governo. Grandes outdoors foram exibidos com slogans patrióticos e os membros do partido ensinaram os onze pontos da Frente Unida Nacional Kampucheana para a Salvação Nacional (FUNSK) para adultos reunidos.
Os sobreviventes do governo do Kampuchea democrático viviam com medo e incerteza, temendo que o temido Khmer Vermelho voltasse. A maioria dos cambojanos foi afetada psicologicamente e declarou enfaticamente que não seria capaz de sobreviver a outro regime de DK. O governo do PRK encorajou fortemente tais sentimentos, pois grande parte de sua legitimidade residia em ter libertado o Camboja do jugo de Pol Pot . Como consequência, exibições horríveis de crânios e ossos, bem como fotografias e pinturas das atrocidades do Khmer Vermelho, foram montadas e usadas como ferramenta de propaganda pró-governo. O museu mais importante sobre a era do Khmer Vermelho estava localizado na prisão Tuol Sleng DK e foi nomeado "Museu Tuol Sleng de crimes genocidas", agora Museu do Genocídio Tuol Sleng.
O Dia da Memória anual, também conhecido como "Dia do Ódio" contra o Khmer Vermelho, foi instituído como parte da propaganda do PRK. Entre os slogans cantados no Dia da Lembrança, um dos mais repetidos foi "Devemos impedir absolutamente o retorno da antiga escuridão negra" em Khmer.

#### Reconstrução prejudicada
Pelo menos 600.000 cambojanos foram deslocados durante a era Pol Pot, quando as cidades foram esvaziadas. Depois que a invasão vietnamita os libertou, a maioria dos cambojanos que haviam sido reassentados à força em outras partes do campo voltaram para as cidades ou para suas propriedades rurais originais. Como as famílias foram desfeitas e separadas, muitos cambojanos libertados de suas comunas vagaram pelo país em busca de familiares e amigos.
Após a invasão, houve severas condições de fome no país, com algumas estimativas chegando a 500.000.
A agricultura tradicional havia sofrido uma interferência tão severa que levou tempo para ser estabelecida de novo. Enquanto isso, o sistema de comuna do Khmer Vermelho entrou em colapso total, deixando de haver empregos e sem comida suficiente para comer. Demorou seis meses para começar o repovoamento gradual de Phnom Penh, quando os sistemas de eletricidade, água e esgoto foram restabelecidos e a reparação das ruas e a remoção do lixo foram realizadas.
A destruição das instituições sociais do Camboja durante o período do "Ano Zero" (1975-1979) foi completa. Deixou o PRK com pouco para começar, pois não havia polícia, nem escolas, nem livros, nem hospitais, nem correios e telecomunicações, nem sistema legal e nem redes de transmissão, seja para televisão ou rádio, fossem estatais ou privado.
Para agravar a situação do Camboja, as nações ocidentais, a China e os estados da ASEAN se recusaram a fornecer assistência de reconstrução diretamente ao novo regime. Devido à oposição dos EUA e da China ao reconhecimento internacional do PRK, as agências de socorro e reabilitação das Nações Unidas não foram autorizadas a operar no Camboja pelas autoridades da ONU. A pouca ajuda disponível para o desenvolvimento veio apenas das nações do Bloco Oriental; entre estes, apenas a República Socialista da Romênia recusaria assistência ao PRK. A maior parte da ajuda internacional e das nações ocidentais seria desviada para campos de refugiados ao longo da fronteira tailandesa.

#### Refugiados

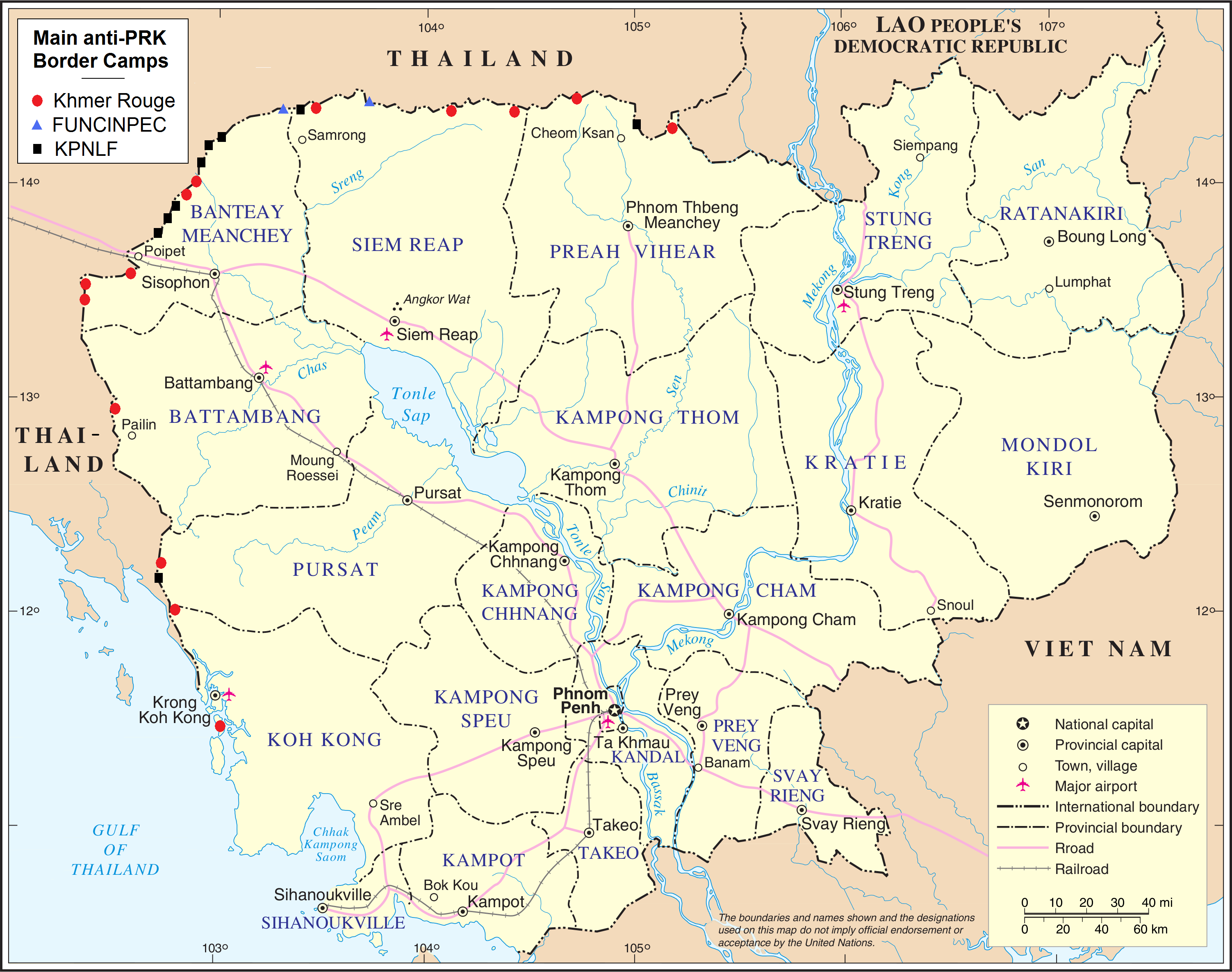
Um mapa dos campos ao longo da fronteira tailandês-cambojana hostis ao PRK, 1979–1984

Diante de um país destruído e da falta de ajuda internacional, um grande número de cambojanos desesperados se reuniram na fronteira tailandesa nos anos que se seguiram. Lá, a ajuda internacional fornecida por diferentes organizações de ajuda internacional, muitas delas apoiadas pelos Estados Unidos, estava disponível. A certa altura, mais de 500.000 cambojanos viviam ao longo da fronteira tailandês-cambojana e mais de 100.000 em centros de detenção dentro da Tailândia.
Mais de US$ 400 milhões foram fornecidos entre 1979 e 1982, dos quais os Estados Unidos, como parte de sua estratégia política da Guerra Fria contra o Vietnã comunista, contribuíram com quase US$ 100 milhões. Em 1982, o governo dos EUA iniciou um programa de ajuda secreta para a resistência não comunista (NCR) no valor de US$ 5 milhões por ano, ostensivamente apenas para ajuda não letal. Esse valor foi aumentado para US$ 8 milhões em 1984 e US$ 12 milhões em 1987 e 1988.
No final de 1988, os Estados Unidos reduziram o financiamento da Agência Central de Inteligência para US$ 8 milhões, após relatos de que US$ 3,5 milhões haviam sido desviados pelos militares tailandeses. Ao mesmo tempo, o governo Reagan deu nova flexibilidade aos fundos, permitindo que a NCR comprasse armas fabricadas nos Estados Unidos em Singapura e em outros mercados regionais. Em 1985, os Estados Unidos estabeleceram um programa de ajuda aberto e separado para a resistência não comunista, que veio a ser conhecido como Fundo Solarz, em homenagem a um de seus principais patrocinadores, o Rep. Stephen Solarz. O programa de ajuda pública canalizou cerca de US$ 5 milhões por ano para a resistência não comunista por meio da USAID.
Enquanto isso, uma parte considerável das forças do Khmer Vermelho de Pol Pot se reagrupou e recebeu um suprimento contínuo e abundante de equipamento militar da China, canalizado pela Tailândia com a cooperação das Forças Armadas Reais da Tailândia. Juntamente com outras facções armadas, o Khmer Vermelho lançou uma campanha militar implacável contra o recém-criado estado da República Popular do Kampuchea a partir dos campos de refugiados e de postos militares ocultos ao longo da fronteira tailandesa. Embora o Khmer Vermelho fosse dominante, a resistência não comunista incluía vários grupos que anteriormente lutavam contra o Khmer Vermelho depois de 1975.
Esses grupos incluíam soldados da era Lon Nol — que se uniram em 1979-80 para formar as Forças Armadas de Libertação Nacional do Povo Khmer (KPNLAF) — que juraram lealdade ao ex-primeiro-ministro Son Sann e Moulinaka (Mouvement pour la Libération Nationale du Kampuchea), leal ao Príncipe Norodom Sihanouk. Em 1979, Son Sann formou a Frente de Libertação Nacional do Povo Khmer (KPNLF) para liderar a luta política pela independência do Camboja. O Príncipe Sihanouk formou sua própria organização, FUNCINPEC, e seu braço militar, o Armée Nationale Sihanoukienne (ANS) em 1981.
Repleto de discórdias internas e mútuas, os grupos não comunistas que se opõem ao PRK nunca foram muito eficazes, de modo que durante toda a guerra civil contra o KPRAF / CPAF a única força de combate seriamente organizada contra o estado foi a ex-milícia do Khmer Vermelho, ironicamente rotulado como a "Resistência". Essa facção armada causaria muitos estragos no Camboja, mesmo após a restauração da monarquia, bem na década de 1990.
Essa prolongada guerra civil sangraria as energias do Camboja ao longo da década de 1980. O exército de ocupação do Vietnã de até 200.000 soldados controlou os principais centros populacionais e a maior parte do campo de 1979 a setembro de 1989, mas os 30.000 soldados KPRAF do regime de Heng Samrin foram atormentados pelo moral baixo e deserção generalizada devido a baixos salários e pobreza. Os homens eram necessários diretamente nas fazendas de suas famílias enquanto estavam sendo reconstruídas e havia muito trabalho a fazer.

#### Guerra civil

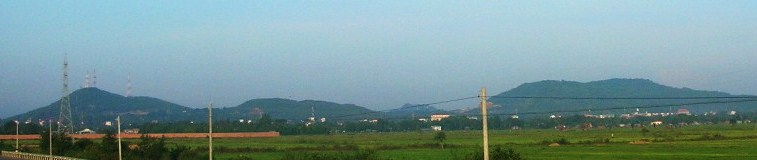
Montanhas ao longo da fronteira cambojana-tailandesa ao norte da estrada entre Sisophon e Aranyaprathet. Uma das áreas onde os insurgentes do Khmer Vermelho se escondiam na época do Plano K5.

Refugiados cambojanos desorientados dos campos de refugiados em Aranyaprathet, na Tailândia, foram enviados à força de volta pela fronteira no início de 1980 e muitos deles acabaram em áreas sob controle do Khmer Vermelho.
O processo foi organizado por quadros pró-democráticos do Kampuchea, mas foi apresentado à imprensa como "voluntário". O enfraquecimento da República Popular de Kampuchea foi apoiado pelo governo dos Estados Unidos, que teve uma visão negativa do regime cambojano pró-vietnamita existente, bem como de países como Malásia, Tailândia e Singapura, cujo representante exortou os desanimados refugiados a "ir embora", voltar e lutar."
A guerra civil seguiu um ritmo de estação chuvosa / seca após 1980. As forças vietnamitas fortemente armadas conduziram operações ofensivas durante as estações secas, e a insurgência apoiada pelos chineses manteve a iniciativa durante as estações chuvosas. Em 1982, o Vietnã lançou uma grande ofensiva contra a principal base do Khmer Vermelho em Phnom Malai, nas Montanhas Cardamomo. Mas esta operação teve pouco sucesso.
Na ofensiva da estação seca de 1984-85, os vietnamitas atacaram novamente os acampamentos-base de todos os três grupos anti-PRK. Desta vez, os vietnamitas conseguiram eliminar os campos do Khmer Vermelho no Camboja e expulsaram os insurgentes para a vizinha Tailândia. Antes de recuar, o Khmer Vermelho colocou numerosas minas terrestres e derrubou árvores gigantes para bloquear estradas na selva densa ao longo da fronteira Tailândia-Camboja, causando desmatamento pesado.
Os vietnamitas se concentraram em consolidar seus ganhos por meio do Plano K5, uma tentativa extravagante e trabalhosa de selar as rotas de infiltração da guerrilha no país por meio de trincheiras, cercas de arame e campos minados ao longo de praticamente toda a fronteira tailandês-cambojana. O projeto de defesa de fronteira K5, idealizado pelo general vietnamita Lê Đức Anh, comandante das forças vietnamitas no Camboja, irritou os agricultores cambojanos e acabou sendo psicologicamente contraproducente para o PRK. Grandes extensões de florestas tropicais anteriormente inacessíveis foram destruídas, deixando um legado ecológico negativo.
Apesar da ajuda do Exército vietnamita, bem como de conselheiros soviéticos, cubanos e vietnamitas, Heng Samrin teve apenas sucesso limitado em estabelecer o regime PRK em face da guerra civil em curso. A segurança em algumas áreas rurais era precária e as principais rotas de transporte foram interditadas por ataques esporádicos. A presença de vietnamitas em todo o país e sua intrusão na vida cambojana adicionou combustível ao tradicional sentimento cambojano anti-vietnamita.
Em 1986, Hanói afirmou ter começado a retirar parte de suas forças de ocupação. Ao mesmo tempo, o Vietnã continuou os esforços para fortalecer seu regime cliente, o PRK, e seu braço militar, as Forças Armadas Revolucionárias do Povo Kampucheano (KPRAF). Essas retiradas continuaram nos dois anos seguintes, embora os números reais fossem difíceis de verificar. A proposta do Vietnã de retirar suas forças de ocupação remanescentes em 1989-90 - uma das repercussões do desmembramento do bloco soviético bem como o resultado da pressão dos EUA e da China - forçou o PRK a iniciar reformas econômicas e constitucionais em um tentativa de assegurar o domínio político futuro. Em abril de 1989, Hanói e Phnom Penh anunciaram que a retirada final ocorreria no final de setembro do mesmo ano.

## Transição e Estado do Camboja (1989–1992)
```
   |-
       |
Erro:
:  
valor não especificado para "
nome_comum
"

   |-
       | 
Erro:
:  
valor não especificado para "
continente
"
```

De 29 a 30 de abril de 1989, a Assembleia Nacional do PRK, presidida por Hun Sen, realizou uma reunião para fazer algumas mudanças constitucionais, a princípio em grande parte cosméticas. O nome "República Popular de Kampuchea" foi oficialmente alterado para o Estado do Camboja (SO) - um nome que havia sido usado anteriormente logo após o golpe de 1970 - reintroduzindo a cor azul na bandeira do Camboja e outros símbolos do estado, embora o brasão de armas permaneceram quase os mesmos. O hino nacional e os símbolos militares também foram alterados.
O nome "Forças Armadas Revolucionárias do Povo Kampucheano" (KPRAF) foi alterado para "Forças Armadas Populares do Camboja" (CPAF). A pena de morte foi oficialmente abolida e o budismo, que havia sido parcialmente restabelecido pelo PRK em 1979, foi totalmente reintroduzido como religião nacional, pelo que foi levantada a restrição à ordenação de homens com menos de 50 anos e o canto tradicional budista foi retomado no meios de comunicação. Após a completa normalização da vida religiosa tradicional, o budismo tornou-se extremamente popular no Camboja, experimentando um renascimento generalizado.
Com a intenção de liberalizar a economia do Camboja, também foi aprovado um conjunto de leis sobre "propriedade pessoal" e "orientação para o mercado livre". A nova Constituição afirmava que o Camboja era um estado neutro e não alinhado. O partido no poder também anunciou que haveria negociações com os grupos da oposição.
O Estado do Camboja viveu uma época de dramáticas transições desencadeadas pelo colapso do comunismo na União Soviética e na Europa Oriental. Houve uma redução na ajuda soviética ao Vietnã que culminou na retirada das forças de ocupação vietnamitas. As últimas tropas vietnamitas teriam deixado o Camboja em 26 de setembro de 1989, mas provavelmente não partiram até 1990. Muitos civis vietnamitas também retornaram ao Vietnã nos meses que se seguiram, sem confiança na capacidade do novo avatar do PRK de controlar a situação depois que os militares vietnamitas partiram.
Apesar das mudanças bastante radicais anunciadas por Hun Sen, o estado SOC manteve-se firme quando se tratou da questão do regime de partido único. A estrutura de liderança e o executivo permaneceram os mesmos do PRK, com o partido firmemente no controle como autoridade suprema. Assim, o SOC foi incapaz de restaurar a tradição monárquica do Camboja. Embora o SOC restabelecesse a proeminência dos símbolos monárquicos, como o grande palácio em Phnom Penh, isso era tudo o que poderia acontecer por enquanto, especialmente porque Norodom Sihanouk havia se associado firmemente ao CGDK, a coalizão de oposição contra o PRK que incluía o Khmer Vermelho.
Em meados de 1991, porém, sucumbindo a uma série de pressões dentro e fora do país, o governo do Estado do Camboja assinou um acordo que reconhecia o príncipe Norodom Sihanouk como chefe de Estado. No final de 1991, Sihanouk fez uma visita oficial ao SOC e Hun Sen e Chea Sim assumiram um papel de destaque na cerimônia de boas-vindas.
Ainda assim, surgiram fissuras na estrutura monolítica que o Estado do Camboja tentava preservar. O idealismo revolucionário foi substituído pelo cinismo prático, de modo que a corrupção aumentou. Os recursos do estado cambojano foram vendidos sem beneficiar o estado e os civis e militares de alta posição em cargos-chave de autoridade enriqueceram-se embolsando quaisquer benefícios que pudessem obter. O resultado desse colapso moral foi que os estudantes se revoltaram nas ruas de Phnom Penh em dezembro de 1991. A polícia abriu fogo e oito pessoas morreram nos confrontos.
As condições para os chineses étnicos melhoraram muito depois de 1989. As restrições impostas a eles pelo antigo PRK desapareceram gradualmente. O Estado do Camboja permitiu que os chineses étnicos observassem seus costumes religiosos particulares e as escolas de língua chinesa foram reabertas. Em 1991, dois anos após a fundação do SOC, o Ano-novo chinês foi celebrado oficialmente no Camboja pela primeira vez desde 1975.

### Acordo de paz
As negociações de paz entre o regime apoiado pelo Vietnã no Camboja e seus grupos armados de oposição começaram formal e informalmente em meados da década de 1980. As negociações foram extremamente difíceis, pois o Khmer Vermelho insistia obstinadamente no desmantelamento da administração do PRK/SOC antes que qualquer acordo pudesse ser alcançado, enquanto a liderança do PRK/SOC fazia questão de excluir o Khmer Vermelho de qualquer futuro governo provisório. Finalmente, seriam eventos históricos externos, na forma da queda do comunismo e o subsequente colapso do apoio soviético ao Vietnã e ao PRK, que levariam o PRK/SOC à mesa de negociações.
Os esforços aleatórios de conciliação no Camboja culminaram nos Acordos de Paris em 1991, nos quais eleições livres e justas patrocinadas pelas Nações Unidas foram marcadas para 1993. Como resultado, a Autoridade Transitória das Nações Unidas no Camboja (UNTAC) foi criada no final de fevereiro de 1992 para supervisionar o cessar-fogo e as eleições gerais que se seguiram.

## O sistema de partido único no PRK/SOC
O "Partido Revolucionário do Povo Kampucheano (ou Khmer)" (KPRP) foi o único partido governante no Camboja desde a fundação da república pró-Vietnã em 1979, bem como durante os tempos de transição sob o SOC em 1991, quando foi renomeado o Partido do Povo Cambojano (CPP) no início do processo de paz e reconciliação patrocinado pela ONU.
Muitos membros do Partido Revolucionário Popular do Kampuchean eram ex-membros do Khmer Vermelho que fugiram para o Vietnã depois de testemunhar a destruição em massa da sociedade cambojana como resultado das políticas agrárias radicais socialistas e xenófobas do regime. Vários membros proeminentes do KPRP, incluindo Heng Samrin e Hun Sen, eram quadros do Khmer Vermelho perto da fronteira cambojana-vietnamita que participaram da invasão vietnamita que derrubou o Khmer Vermelho.
Fundado em junho de 1981, o KPRP começou como um partido firmemente marxista-leninista dentro do PRK. No entanto, em meados da década de 1980, assumiu uma perspectiva mais reformista quando alguns membros apontaram problemas com a coletivização e concluíram que a propriedade privada deveria desempenhar um papel na sociedade cambojana. A extrema coletivização do Khmer Vermelho causou grande desgaste e desconfiança entre os agricultores, que se recusaram a trabalhar coletivamente assim que a ameaça do Khmer Vermelho desapareceu das áreas liberadas.
Portanto, as políticas governamentais do PRK tiveram que ser implementadas com cuidado para reconquistar a confiança da população rural e aliviar as condições de pobreza prevalecentes. Isso levou eventualmente à reinstitucionalização efetiva da economia familiar tradicional do Camboja e a algumas mudanças mais radicais nas políticas relativas à privatização durante o período do Estado do Camboja (1989-1993). Apesar da ideologia diluída, o KPRP/CPP permaneceu firmemente no controle do Camboja até 1993.
Entre as mudanças políticas mais significativas do SOC estava deixando de lado o marxismo-leninismo como a ideologia do partido em 1991. Este movimento efetivamente marcou o fim do estado revolucionário socialista no Camboja, uma forma de governo que começou em 1975 quando o Khmer Vermelho assumiu.
Hun Sen, o atual primeiro-ministro do Camboja, foi uma figura chave no KPRP e é o atual líder de seu partido sucessor, o CPP, um partido que não mais reivindica credenciais socialistas.

## Relações Internacionais

### Bloco Oriental

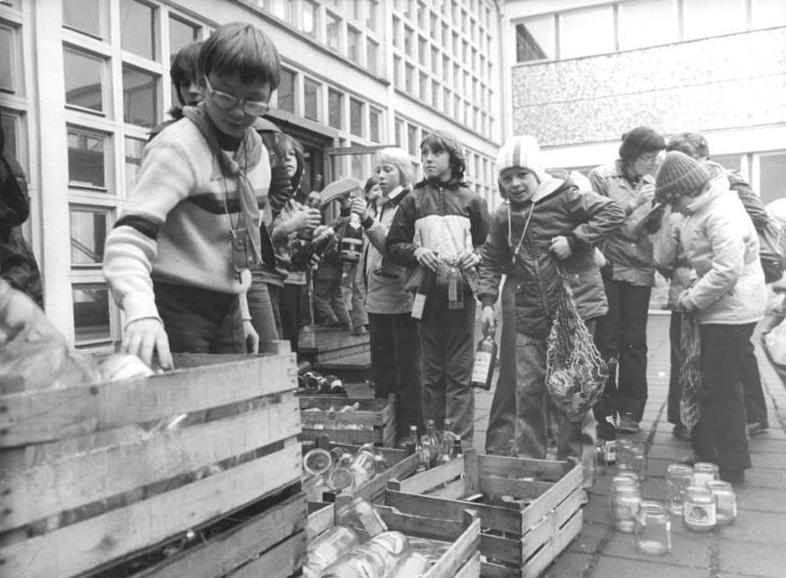
Ajuda a Kampuchea em Zella-Mehlis, Alemanha Oriental, durante a fome de 1979/1980 que devastou o Camboja logo após o nascimento do PRK.

Depois que o KPRC proclamou em janeiro de 1979 que o novo nome oficial do Camboja era "República Popular do Kampuchea" (PRK), o governo recém-criado notificou o Conselho de Segurança das Nações Unidas que era o único governo legítimo do povo cambojano. O Vietnã foi o primeiro país a reconhecer o novo regime, e Phnom Penh imediatamente restaurou as relações diplomáticas com Hanói. Em 18 de fevereiro, Heng Samrin em nome do PRK e Phạm Văn Đồng em nome da República Socialista do Vietnã assinaram um Tratado de Paz, Amizade e Cooperação de vinte e cinco anos.
A União Soviética, a Alemanha Oriental, a Bulgária, a Polônia, a Tchecoslováquia, a Hungria, o Laos, a Mongólia, Cuba, o Iêmen do Sul, o Afeganistão, a Etiópia, o Congo, o Benin e outros estados do bloco oriental, bem como vários países em desenvolvimento amigos dos soviéticos, como a Índia, seguiram o Vietnã no reconhecimento do novo regime. Em janeiro de 1980, vinte e nove países haviam reconhecido o PRK, mas quase oitenta países continuaram a reconhecer o Khmer Vermelho.
Por sua vez, o regime baseou seus símbolos, slogans e ideologia nos da União Soviética. Seu uniforme militar e insígnias também copiavam amplamente os padrões de estilo soviético.
Apesar do clamor internacional anterior e da preocupação em torno das graves violações dos direitos humanos do regime DK de Pol Pot, seria difícil para o governo PRK/SOC obter reconhecimento internacional fora da esfera do bloco soviético.

### Nações Unidas
Um projeto de resolução da República Popular da China procurou condenar o Vietnã no Conselho de Segurança da ONU após sua invasão por "seus atos de invasão armada e agressão contra o Kampuchea Democrático, atos que ... causam sérios danos às vidas e propriedades do Kampuchea pessoas".
Como resultado da campanha veemente contra o PRK, o Khmer Vermelho manteve sua cadeira na ONU, apesar de seu histórico de genocídio. O Camboja seria representado na ONU por Thiounn Prasith, amigo de Pol Pot e Ieng Sary desde seus tempos de estudante em Paris. A sede do regime do Kampuchea Democrático durou três anos nas Nações Unidas após a queda do regime de Pol Pot no Camboja. Somente em 1982 seria renomeado como "Governo de Coalizão do Kampuchea Democrático". O CGDK ocuparia o cargo até 1993, quando o SOC deu lugar à restauração da monarquia cambojana.
Para se referir ao Camboja como um estado, a Assembléia Geral das Nações Unidas continuou usando os termos "Kampuchea Democrático" e "Kampuchea" por mais de uma década. Decidiu começar a usar o termo "Camboja" apenas na 45ª sessão em 1990, quando a fase de transição do SOC estava em andamento.

### China, Leste Asiático e Ocidente
O governo da República Popular da China, que sempre apoiou o Khmer Vermelho, rapidamente rotulou o PRK como "estado fantoche do Vietnã" e o declarou inaceitável. A Tailândia e Cingapura foram muito veementes em sua oposição à expansão e influência vietnamita; o representante de Cingapura afirmou que o reconhecimento do PRK "violaria o princípio de não intervenção da ONU". Fóruns internacionais, como as reuniões da ASEAN e a Assembleia Geral da ONU, seriam usados para condenar o PRK e o genocídio do Khmer Vermelho foi removido do centro das atenções e Pol Pot efetivamente ganhou o apoio dos EUA e da maior parte da Europa contra o Vietnã.
A China e a maioria dos governos ocidentais, bem como vários estados africanos, asiáticos e latino-americanos repetidamente apoiaram o Khmer Vermelho na ONU e votaram a favor de DK manter o assento do Camboja na organização às custas do PRK. A primeira-ministra britânica Margaret Thatcher explicou que acreditava que havia alguns entre o Khmer Vermelho "mais razoáveis" do que Pol Pot.
O governo da Suécia, no entanto, teve que mudar seu voto na ONU e retirar o apoio ao Khmer Vermelho depois que um grande número de cidadãos suecos escreveu cartas aos seus representantes eleitos exigindo uma mudança de política em relação ao regime de Pol Pot. A França permaneceu neutra sobre o assunto, alegando que nenhum dos lados tinha o direito de representar o Camboja na ONU.
Nos anos que se seguiram, os Estados Unidos, sob a firme estratégia antissoviética de "reversão" da Doutrina Reagan, apoiariam o que percebiam como "movimentos de resistência anticomunista" nas nações aliadas aos soviéticos. O maior movimento de luta contra o governo comunista do Camboja era em grande parte formado por membros do antigo regime do Khmer Vermelho, cujo histórico de direitos humanos estava entre os piores do século 20. Portanto, Reagan autorizou o fornecimento de ajuda a um movimento de resistência cambojano menor, uma coalizão chamada Frente de Libertação Nacional do Povo Khmer, conhecida como KPNLF e então dirigida por Son Sann; em um esforço para forçar o fim da ocupação vietnamita. Por fim, os vietnamitas se retiraram e o regime comunista do Camboja aceitou uma transição democrática. Então, sob a supervisão das Nações Unidas, foram realizadas eleições livres.
Ben Kiernan afirmou que os EUA ofereceram apoio ao Khmer Vermelho após a invasão vietnamita. Outras fontes contestaram essas afirmações, e descreveram "lutas extensas" entre as forças apoiadas pelos EUA da Frente de Libertação Nacional do Povo Khmer e o Khmer Vermelho. No entanto, apesar dessas respostas, está documentado que os EUA forneceram apoio diplomático ao Khmer Vermelho votando continuamente para que o Khmer Vermelho mantivesse seu assento nas Nações Unidas, tanto imediatamente após sua expulsão quanto após sua adesão à coalizão.